# Polo na Olimpijskim igrama
Polo na Olimpijskim igrama se prvi puta pojavio na Igrama u Parizu 1900. godine. Nakon toga je u programu bio još četiri puta, sve do Igara u Berlinu 1936. godine nakon kojih se više nikad nije pojavio u službenom programu OI.

## Osvajači odličja na OI u polu
| Olimpijske igre | Detaljni članak | Zlato                         | Srebro         | Bronca                                      |
| --------------- | --------------- | ----------------------------- | -------------- | ------------------------------------------- |
| Berlin 1936.    | detalji         | Argentina                     | UK             | Meksiko                                     |
| Pariz 1924.     | detalji         | Argentina                     | SAD            | UK                                          |
| Antwerpen 1920. | detalji         | UK                            | Španjolska     | SAD                                         |
| London 1908.    | detalji         | Roehampton, UK                | Hurlingham, UK | Ireland, UK (Irska je tada bila dijelom UK) |
| Pariz 1900.     | detalji         | Foxhunters Hurlingham, UK/SAD | Rugby, UK/SAD  | Bagatelle, Pariz, Francuska i Meksiko       |